# Arvedo Cecchini
Arvedo Cecchini (Roma, 2 dicembre 1924 – Roma, 22 agosto 2011) è stato un lottatore italiano.

## Biografia
Nato a Roma nel 1924, gareggiava nella lotta libera, nella categoria di peso dei pesi welter (73 kg), tesserato per Cral Ospedalieri e poi SG Borgo Prati, entrambe della sua città.
A 27 anni partecipò ai Giochi olimpici di Helsinki 1952, nei pesi welter (73 kg), perdendo ai punti il primo turno contro il tedesco Anton Mackowiak e per schienata il secondo con lo svedese Per Gunnar Berlin, poi argento.
Morì nel 2011, a 86 anni.